# Himalaya – Die Kindheit eines Karawanenführers
Himalaya – Die Kindheit eines Karawanenführers (französischer Originaltitel: Himalaya – l'enfance d'un chef) ist ein Spielfilm aus dem Jahr 1999. Das in tibetischer Sprache gefilmte Drama entstand als Koproduktion zwischen französischen, nepalesischen, schweizerischen und britischen Produzenten. Regie führte Éric Valli, der gemeinsam mit Olivier Dazat auch das Drehbuch zu dem Film verfasste.

## Handlung
Das Volk der Dolpo-Pa, das ursprünglich in Tibet beheimatet war und dann nach Nepal auswanderte, lebt in einer kleinen Gemeinde auf einem Plateau im Himalaya-Gebirge. Es lebt von der Yak-Zucht und vom Handel mit Salz. Jedes Jahr bricht eine Karawane mit Männern aus der Gemeinde auf, um über Passrouten in entfernte Täler zu ziehen und dort das Salz gegen Getreide einzutauschen.
Nachdem Lapka, der Anführer der Gemeinde, tödlich verunglückte, will der junge Karma dessen Position einnehmen, erhält jedoch Widerstand unter den Älteren, vor allem von Lapkas Vater Tinlé. Tinlé gibt Karma die Schuld an Lapkas Tod. Da Lapkas Sohn noch zu jung ist, um die Karawane zu führen, will Tinlé trotz seines Alters mit den Männern aufbrechen.
Karma bricht mit den jungen Männern und gegen den Willen der Alten früher als geplant auf. Tinlé akzeptiert Karmas Ungehorsam nicht und zieht, am geplanten Tag, ebenfalls los, um Karma noch einzuholen. In Tinlés Karawane befinden sich sein zweiter Sohn Norbou, sein Enkel und einige ältere Bewohner der Gemeinde. Wegen des Alters und der damit verbundenen Schwäche von Tinlé erweist sich das Einholen allerdings als schwierig.
Tinlés und Karmas Karawanen treffen aufeinander. Tinlé erkennt, dass Karma ein guter und verantwortungsvoller Anführer für die Gemeinde ist.

## Entstehung
Der Franzose Éric Valli, der Regisseur des Films, lebte seit 1983 in Nepal und lernte so die dortige Kultur kennen. Er hatte bereits einige Dokumentarfilme und Fotografien für Bildbände und Magazine über die Region veröffentlicht. Mit Himalaya – Die Kindheit eines Karawanenführers realisierte er seinen ersten Spielfilm.
Als Valli dem Produzenten Jacques Perrin das Projekt vorschlug, mochte dieser es auf Anhieb. Ursprünglich schlug Valli einen Dokumentarfilm vor, Perrin meinte jedoch, die Geschichte wäre auch als Spielfilm geeignet. Perrin und Valli entschieden sich, Laiendarsteller im Film einzusetzen, weil dies den Film authentischer mache. Valli darüber: „Ich hätte [professionelle] Schauspieler finden können, aber ich hätte nie diese Gesichter, diese innere Kraft, dieses Wissen, gefunden. Es wäre irgendwie falsch gewesen.“
Gedreht wurde von Oktober 1997 bis Mai 1998 in Cinemascope.

## Veröffentlichungen
Der Film kam am 15. Dezember 1999 in die französischen und belgischen Kinos. In den französischsprachigen Ländern Europas wurde der Film zu einem großen Publikumserfolg. In Frankreich wurde Himalaya – Die Kindheit eines Karawanenführers über 2,91 Millionen Mal gesehen, in der Schweiz und in Belgien je über 115.000 mal. In Deutschland, wo der Film am 23. Dezember desselben Jahres anlief, fiel der Erfolg mit etwa 116.000 Besuchern im Vergleich zu den französischen Regionen deutlich geringer aus. In den Vereinigten Staaten spielte der Film bei etwa 443.000 Besuchern über 2,48 Millionen US-Dollar ein.

## Rezeption
Die meisten Kritiker nahmen den Film positiv auf. Roger Ebert schrieb, der Film habe „eine ungewöhnliche, visuelle Schönheit und eine enorme innere Bedeutung“. Auch A. O. Scott von der New York Times lobte den Film. Die Faszination des Filmes komme größtenteils aus der „atemberaubenden Schönheit“ der Landschaft der gezeigten Region. Er sei „vorzüglich“ gefilmt und biete „eine berauschende Dosis Couch-Tourismus“.
Der Filmdienst kritisierte dagegen den Film. Zwar seien die Scope-Bilder „bestechend“, aber die optische Brillanz huldige „einer pittoresken Oberflächlichkeit“ und ermögliche „weder ein Gespür für die extremen Lebensbedingungen noch für die Fremdheit einer anderen Kultur“.
Prisma urteilte, der Film „zeigt zwischen Drama und Komödie eine archaische, tibetische Gesellschaft jenseits der Zivilisation, in der schließlich ein Zweikampf entbrennt, der fast schon wie ein Duell im Western wirkt. Ein wunderbarer Abenteuerfilm jenseits der üblichen Konventionen.“

## Auszeichnungen
Auf dem Flanders International Film Festival 1999 erhielt der Film den Grand Prix, den Publikumspreis und Bruno Coulais eine besondere Erwähnung für seine „exzellente“ Musik.
Nepal sandte mit Himalaya – Die Kindheit eines Karawanenführers für die Oscarverleihung 2000 erstmals einen Kandidaten für eine Nominierung in der Kategorie „Bester fremdsprachiger Film“ ein. Der Film wurde unter Beiträgen aus 47 Ländern für eine Nominierung ausgewählt, konnte sich schließlich allerdings nicht gegen den spanischen Kandidaten, Pedro Almodóvars Alles über meine Mutter, durchsetzen.
Bei der Verleihung des Césars, des wichtigsten französischen Filmpreises, im Jahr 2000 war der Film in den Kategorien „Beste Kamera“ und „Beste Filmmusik“ siegreich.